# Османские имперские гимны
Султанские гимны Османской империи (тур. Osmanlı döneminde padişah marşları) или Государственные гимны Османской империи (тур. Osmanlı İmparatorluğu'nda Resmî Marşlar) — государственные и султанские гимны Османской империи.

## История
На протяжении всей истории османского государства существовало множество гимнов и маршей, но до XIX века ни один из них не был официальным или национально-государственным. Первым таким гимном стал гимн в западном стиле Махмудие Марши, появившийся во время реорганизации армии на западный манер при Махмуде II. Авторами его стали итальянский композитор и музыкант Джузеппе Доницетти и его младший брат, также композитор, Гаэтано Доницетти. Как и в других монархиях того времени, этот гимн был имперским, но не национальным. С момента появления традиции маршей, только два султана не имели собственного гимна: Мурад V, правивший всего 3 месяца, и Мехмед VI, последний османский султан, использовавший в качестве гимна Махмудие Марши.
Только последние два гимна, Хамидие Марши и Решадие Марши, имели слова, другие же исполнялись исключительно инструментально.

## Список гимнов
| Название                            | Годы                    | Автор                                | Описание                         |
| ----------------------------------- | ----------------------- | ------------------------------------ | -------------------------------- |
| Махмудие́ Марши́ тур. Mahmudiye Marşı | 1808 — 1839 1918 — 1922 | Джузеппе Доницетти Гаэтано Доницетти | Марш Махмуда II Марш Мехмеда VI  |
| Меджидие́ Марши́ тур. Mecidiye Marşı  | 1839 — 1861 1876        | Джузеппе Доницетти                   | Марш Абдул-Меджида Марш Мурада V |
| Азизие́ Марши́ тур. Aziziye Marşı     | 1861 — 1876             | Каллисто Гуателли                    | Марш Абдул-Азиза                 |
| Хамидие́ Марши́ тур. Hamidiye Marşı   | 1876 — 1909             | Неджип-паша                          | Марш Абдул-Хамида II             |
| Решадие́ Марши́ тур. Reşadiye Marşı   | 1909 — 1918             | Итало Селвелли                       | Марш Мехмеда Решада              |

## Слова гимнов
Hamidiye Marşı
Ey velîni'met-i âlem şehinşâh-ı cihan

Taht-ı âlî baht-ı Osmaniye verdin izz ü şan

Sâye-i lûtf-i hümayûnunla âlem kâm-ran

Saltanatta çok zaman Sultan Hamid zevk et heman

Çok yaşa ey padişahım devletinle çok yaşa

Çok yaşa ey padişahım şevketinle çok yaşa